# Refugio de Amitges
El refugio de Amitges, a 2380 m de altitud, es un refugio de montaña de los Pirineos, perteneciente al CEC (Centro Excursionista de Cataluña), que se encuentra en el término municipal de Espot, en la provincia de Lérida, junto al lago Grande de Amitges, en el Parque nacional de Aiguas Tortas y Lago de San Mauricio.
El refugio se encuentra en la zona oriental de la ruta Carros de Foc, una travesía de 55 km que recorre todos los refugios que se encuentran dentro del Parque nacional de Aiguas Tortas y Lago de San Mauricio. Amitges se encuentra entre el refugio Ernest Mallafré (1890 m), al sudeste, junto al embalse de San Mauricio, y el Saboredo, al nordeste, al que se accede a través del puerto de Ratera, de 2594 m.
Al norte del refugio se encuentra la sierra de Saboredo y los picos de Saboredo (2829 m), Amitges (2848 m) y Bassiero (2903 m). Como puntos de escalada, al norte también, se encuentran las Agujas de Amitges (2663 m), como una prolongación del pico de Saboredo.

## Acceso
Con coche propio se puede llegar desde Espot al aparcamiento del Parque nacional de Aiguas Tortas y Lago de San Mauricio, en los prados de Pierró. Un sendero bien indicado, la Ruta del isard, lleva al lago de San Mauricio en una hora, y, en otra hora y tres cuartos, al refugio de Amitges. Un servicio de taxis contratado en Espot puede llevar directamente hasta el refugio.
El camino desde el lago de San Mauricio pasa por el lago de Ratera, desde donde se desvía el GR-11 hacia el oeste. Aquí hay que seguir por el lago de la Cabana (un letrero indica Amitges a 45 minutos) antes de llegar al lago Grande de Amitges. Siguiendo el camino de los Carros de Foc se reencuentra el GR-11 antes del puerto de Ratera, por el que se pasa al Valle de Arán.

## Características
El refugio de Amitges tiene 74 plazas en dos salas compartidas. Cuando está abierta la zona guardada, en verano y en fiestas importantes, ofrece servicio de comidas, bebidas, mantas y duchas de agua caliente. Durante el invierno, cuando la zona guardada está cerrada, queda abierta una parte libre con capacidad para 12 personas.
Desde el refugio, se ofrecen excuriones a los siguientes picos: Aguja Grande de Amitges, picos de Amitges y Saboredo, Bassiero Oriental y Occidental, pico del Portarró y Aguja del Portarró, pico del Ordigal, pico de Ratera, pico de Subenuix, Encantat Gran, Gran Tuc de Colomers y pico de Peguera.
Al encontrarse en el centro de la zona axial pirenáica, el terreno está dominado por el granito y toda la zona está modelada por el glaciarismo cuaternario: valles en forma de U y lagos glaciares. La zona del refugio es el límite del pino negro (Pinus uncinata). Entre la hierba predomina la festuca (Festuca paniculata), y entre los animales domina el rebeco (Rupicapra rupicapra).

## Historia
El refugio de Amitges se inaugura el 25 de septiembre de 1966, después de las obras de mejora realizadas sobre un barracón construido cuando se hicieron las obras de la presa del lago Grande de Amitges o Embalse de Amitges de Ratera. En esa época, el refugio tenía una zona guardada para uso exclusivo de los socios, de 16-18 plazas, y una zona libre de 35-40 plazas. En 1974, se convirtió en refugio guardado, la zona de los socios se convirtió en la zona libre de invierno, y la zona grande se transformó en el refugio guardado. 
En 1984 se hicieron nuevas obras de ampliación y el 13 de octubre se inaugura un nuevo edificio construido sobre el viejo, al que se aporta agua corriente mediante un sistema de tuberías desde el torrente que alimenta el lago. En 1993 se dota al refugio de placas solares.